# 第17回スーパーボウル
第17回スーパーボウル（だい17かいスーパーボウル、Super Bowl XVII）は1983年1月30日にカリフォルニア州パサデナのローズボウルで行われた17回目のスーパーボウル。AFCチャンピオンであるマイアミ・ドルフィンズとNFCチャンピオンであるワシントン・レッドスキンズの対戦。レッドスキンズがドルフィンズを27-17で破って、初のスーパーボウル制覇を果たした。MVPは当時のスーパーボウル記録となる166ヤードを走ったレッドスキンズのランニングバックであるジョン・リギンズが受賞した。
テレビ中継はNBCが担当した。

## 背景

### 開催地決定まで
1979年3月13日にホノルルで開催されたオーナー会議において、第17回スーパーボウルをパサデナで開催することが決定した。この大会はジャンボトロンが初めて設置されたスーパーボウルとなった。スタジアムの北東部の最後列の座席の上にソニー製のオーロラビジョンが設置された。

### ストライキ
57日に及ぶ選手会のストライキにより、1982年シーズンの試合は、16試合から9試合に減らされた。この試合数削減の影響から、プレイオフは各地区の優勝チームとワイルドカードが進出する従来のシード制から、各地区での順位を無視して、カンファレンスの上位8チームが進出するトーナメント制に変更された。このルール変更により、レギュラーシーズン最後の試合が12月26日から1月2日まで延長され、初めて1月までレギュラーシーズンが行われることとなった。ストライキで短縮されたこの年、前年のスーパーボウルチャンピオンであるサンフランシスコ・フォーティナイナーズは3勝6敗、バッファロー・ビルズ、ニューヨーク・ジャイアンツ、フィラデルフィア・イーグルスもプレーオフ出場を逃した。4勝5敗のクリーブランド・ブラウンズ、デトロイト・ライオンズがプレーオフに進出した。レギュラーシーズンで負け越したチームがプレーオフに出場するのは初めてのことであり、以後2010年にシアトル・シーホークスが7勝9敗でプレーオフに進出するまで負け越しチームがプレーオフに出場することはなかった。

### ワシントン・レッドスキンズ
前年就任したジョー・ギブスヘッドコーチは、開幕から5試合全てで敗れた。チームには26人のフリーエージェントで獲得した選手がおり、このうちの14人はNFLドラフトで指名されなかった選手であった。
このスーパーボウルは、レッドスキンズにとって、第7回でドルフィンズに敗れて以来、2度目の出場であり、スーパーボウル史上2度目の再戦となった試合（最初は第10回と第13回のスティーラーズ対カウボーイズ）である。レッドスキンズはストライキで短くなったシーズンをリーグ最少128失点の守備で8勝1敗の成績で終え、NFC1位の成績でプレイオフに進出した。
レッドスキンズのQB・ジョー・サイズマンはパス252回中161回成功（パス成功率63%）、2033ヤード、13タッチダウンでNFCのQBレイティング1位を記録し、ランでも150ヤード稼いだ。パス攻撃ではチャーリー・ブラウン（32キャッチ、690ヤード、8タッチダウン）とアート・モンク（35キャッチ、447ヤード、1タッチダウン）が活躍し、ランではジョン・リギンズが8試合で553ヤード、3タッチダウンとチームを引っ張った。これらの攻撃は、強力なオフェンスラインに支えられており、このオフェンスラインは1980年代から1990年代初めにかけてリーグを席巻し、「ホグス」という愛称で知られている。
レッドスキンズの守備は身長201センチ体重134キロのデイブ・バッツが率い、バッツとラインを形成したデクスター・マンリー、トニー・マギーとレギュラーシーズンでそれぞれ6.5サックを記録し、セカンダリーはバーノン・ディーン、ジェリス・ホワイトがそれぞれ3インターセプトを記録した。
レッドスキンズはスペシャルチームにおいても特筆すべき選手を擁していた。マーク・モーズリーは、18回のポイントアフタータッチダウンを成功し、21回中20回のフィールドゴールをレギュラーシーズンで成功し、プレースキッカーとして初めてNFLのMVPに選出された。キックリターナーのマイク・ネルムズはキックオフ・パントを合わせて、809ヤードリターンした。

### マイアミ・ドルフィンズ
ドルフィンズはストライキで短縮されたレギュラーシーズンを7勝2敗で終え、AFC2位でプレイオフに進出した。
ドルフィンズの原動力は守備にあり、11人の先発の内、6人のラストネームがBから始まる名前であったので、「キラー・ビー」という愛称で知られていた。プロボウル選出のDT・ボブ・バウムハウワーが率いるキラー・ビーは、レギュラーシーズンをトータルヤード（2,312）、パスヤード（1,027）のリーグ最少ヤードに抑えた。LB・A・J・デューイは、パスカバーやブリッツ等、パスプレーに非常に効果的な選手で、CB・ジェラルド・スモール、ドン・マクニールやSのブラックウッド兄弟（グレン・ライル）と共に、トータルで11インターセプトを記録した。
しかし、ドルフィンズはパス攻撃では、QB・デビッド・ウッドリーがリーグ最下位の1,401ヤードにとどまり、8タッチダウン、13インターセプトを記録した。パス攻撃で精彩を欠く中、細やかな希望は、WRのジミー・セファーロやダリエル・ハリスの平均レシーブヤードが共に15ヤードを超え、相手チームにロングパスの脅威を与えたことであった。
一方、ドルフィンズの攻撃陣はランプレーに強みを持っており、リーグ3位の1,344ヤードを記録した。プロボウル選出のRBのアンドラ・フランクリンがチームトップの701ヤード、7タッチダウンを記録し、トニー・ネイサンが233ヤードをランで稼いだ他、パスターゲットとしても活躍し、QBのウッドリーも207ヤード、2タッチダウンを獲得した。ドルフィンズのランプレーを牽引したのは、強力なオフェンスラインであり、後に殿堂入りしたドワイト・スティーブンソンやプロボウル選出のボブ・キューヘンバーグやエド・ニューマンがラインを形成していた。

### プレーオフ
レッドスキンズはプレーオフではデトロイト・ライオンズに31-7、ミネソタ・バイキングスに21-7、ダラス・カウボーイズに31-17で勝利してスーパーボウル出場を決めた。33歳のジョン・リギンズはレギュラーシーズンでは平均3ヤードほどしか獲得していなかったがプレーオフでは合計444ヤードを獲得、3タッチダウンをあげた。またプレーオフ全試合を怪我で欠場したアート・モンクの代役で起用されたアルビン・ギャレットはレギュラーシーズンでは1回しかレシーブしていなかったが、プレーオフ3試合で合計13レシーブ、231ヤード、4タッチダウンをあげた。
ドルフィンズはプレーオフではニューイングランド・ペイトリオッツに28-13、サンディエゴ・チャージャーズに34-13、ニューヨーク・ジェッツに14-0で勝利してスーパーボウル出場を決めた。
チャージャーズ、ジェッツとのプレーオフ2試合でドルフィンズのパスオフェンスは平均242ヤードを獲得した。

### ゲーム前の話題
プレーオフ3試合で12インターセプト、特に直近の2試合で5インターセプトずつあげているドルフィンズが有利と予想された。他にもレッドスキンズのロースターは45人中26人がフリーエージェントで契約した選手であり、そのうちの14人はNFLドラフトで指名されたことのない選手であったこと、レッドスキンズの選手のうち、前年までにプレーオフ経験のあった選手は10人だけであったこともその理由としてあげられる。

## 放送
全米ではNBCがテレビ中継を担当、実況をディック・エンバーグ、解説をマーリン・オルセンが担当した。また試合開始前、ハーフタイム、試合後の放送にアーマド・ラシャドが出演した。ニールセンによる視聴率は48.6%となり、それまでのスーパーボウルの視聴率としては第16回の49.1%に次いで2番目に高い数字となった。
NBCラジオでは実況をジャック・バック、解説をハンク・ストラムが担当した。試合開始前、ハーフタイム、試合後の放送にアーブ・クロスが出演した。また両チームの地元ラジオ局でサム・ハフ、ソニー・ジャーゲンセン（いずれもワシントン）、ハンク・ゴールドバーグ（マイアミ）が出演した。試合終了後、NBCは特攻野郎Aチームを放送するスケジュールとなっており、同番組に出演するミスター・Tはスタジアムで試合を観戦した。
イギリスでは1982年11月2日に開局したばかりのチャンネル4によって初めて生放送で放送された。カナダでもCTVによって生放送が行われた。

## エンターテインメント
試合開始前、1983年1月26日に亡くなったアラバマ大学の偉大なヘッドコーチ、ベア・ブライアントへの黙祷が行われた。ドルフィンズのスティーブンソン、バウムハウワー、マクニールはアラバマ大学時代にオールアメリカンに選ばれており、レッドスキンズのウィルバー・ジャクソンはアフリカ系アメリカ人選手として初めてアラバマ大学で奨学金をもらった選手であった。
地元ブラスバンドの演奏後、レスリー・イースターブルックがアメリカ国歌を斉唱した。
コイントスはプロフットボール殿堂入りしているレシーバーエルロイ・ハーシュによって行われた。ドルフィンズのキャプテン、キューヘンバーグはテイルズを選択し、コインはテイルズとなったが、表裏が似たコインであったためレフェリーのジェリー・マークブライトはコールをミスした。ヘッドラインズマンのデイル・ハマーも含めた協議が行われた結果、レフェリーはキックオフ前にコールミスを認めて、ドルフィンズに選択権を与えた。
ハーフタイムショーは、ボブ・ジャニによってプロデュースされ、地元のドリルチームが出演した。

## 試合経過
| \| 開始 \| 開始 \| 開始 \| ボール保持 \| ドライブ \| ドライブ \| TOP \| 結果 \| 得点内容 \| 得点内容 \| 得点内容 \| 得点 \| 得点 \| \| Q \| 時間 \| 地点 \| ボール保持 \| P \| yd \| TOP \| 結果 \| yd \| 得点者 \| PAT \| ドルフィンズ \| レッドスキンズ \| \| ------------------------------------------------------------------------------------------------------------------------------- \| ------------------------------------------------------------------------------------------------------------------------------- \| ------------------------------------------------------------------------------------------------------------------------------- \| ------------------------------------------------------------------------------------------------------------------------------- \| ------------------------------------------------------------------------------------------------------------------------------- \| ------------------------------------------------------------------------------------------------------------------------------- \| ------------------------------------------------------------------------------------------------------------------------------- \| ------------------------------------------------------------------------------------------------------------------------------- \| ------------------------------------------------------------------------------------------------------------------------------- \| ------------------------------------------------------------------------------------------------------------------------------- \| ------------------------------------------------------------------------------------------------------------------------------- \| ------------ \| -------------- \| \| 1 \| 15:00 \| 自陣25 \| ドルフィンズ \| 3 \| 9 \| 1:51 \| パント \| — \| — \| — \| — \| — \| \| 1 \| 13:09 \| 自陣29 \| レッドスキンズ \| 7 \| 17 \| 4:03 \| パント \| — \| — \| — \| — \| — \| \| 1 \| 9:06 \| 自陣20 \| ドルフィンズ \| 2 \| 4 \| 0:55 \| タッチダウン（パス） \| 76 \| ウッドリー→Cefalo \| キック成功 \| 0 \| 7 \| \| 1 \| 8:11 \| 自陣25 \| レッドスキンズ \| 3 \| 6 \| 2:11 \| パント \| — \| — \| — \| — \| — \| \| 1 \| 6:00 \| 自陣38 \| ドルフィンズ \| 4 \| 25 \| 2:05 \| ファンブルロスト \| — \| — \| — \| — \| — \| \| 1 \| 3:55 \| 敵陣46 \| レッドスキンズ \| 8 \| 32 \| 4:16 \| フィールドゴール成功 \| 31 \| モーズリー \| — \| 3 \| 7 \| \| 2 \| 14:39 \| 自陣47 \| ドルフィンズ \| 13 \| 50 \| 8:39 \| フィールドゴール成功 \| 20 \| von Schamann \| — \| 3 \| 10 \| \| 2 \| 6:00 \| 自陣20 \| レッドスキンズ \| 11 \| 80 \| 4:09 \| タッチダウン（パス） \| 4 \| サイズマン→Garrett \| キック成功 \| 10 \| 10 \| \| 2 \| 1:51 \| \| ドルフィンズ \| \| \| 0:13 \| キックオフリターンTD \| 98 \| Walker \| キック成功 \| 10 \| 17 \| \| 2 \| 1:38 \| 自陣7 \| レッドスキンズ \| 7 \| 77 \| 1:38 \| 前半終了 \| — \| — \| — \| — \| — \| \| 前半終了 \| \| \| \| \| \| \| \| \| \| \| \| \| \| 3 \| 15:00 \| 自陣33 \| レッドスキンズ \| 3 \| -10 \| 1:00 \| パント \| — \| — \| — \| — \| — \| \| 3 \| 14:00 \| 自陣31 \| ドルフィンズ \| 6 \| 14 \| 2:43 \| パント \| — \| — \| — \| — \| — \| \| 3 \| 11:17 \| 自陣36 \| レッドスキンズ \| 6 \| 61 \| 3:08 \| フィールドゴール成功 \| 20 \| モーズリー \| — \| 13 \| 17 \| \| 3 \| 8:09 \| 自陣29 \| ドルフィンズ \| 3 \| 0 \| 1:05 \| パント \| — \| — \| — \| — \| — \| \| 3 \| 7:04 \| 自陣48 \| レッドスキンズ \| 3 \| 4 \| 1:35 \| パント \| — \| — \| — \| — \| — \| \| 3 \| 5:29 \| 自陣18 \| ドルフィンズ \| 3 \| 6 \| 1:34 \| パント \| — \| — \| — \| — \| — \| \| 3 \| 3:55 \| 自陣38 \| レッドスキンズ \| 1 \| \| 0:06 \| インターセプト \| — \| — \| — \| — \| — \| \| 3 \| 3:49 \| 敵陣47 \| ドルフィンズ \| 3 \| 8 \| 1:07 \| インターセプト \| — \| — \| — \| — \| — \| \| 3 \| 2:42 \| 自陣5 \| レッドスキンズ \| 10 \| 52 \| 4:19 \| インターセプト \| — \| — \| — \| — \| — \| \| 4 \| 13:23 \| 自陣1 \| ドルフィンズ \| 3 \| 3 \| 13:23 \| パント \| — \| — \| — \| — \| — \| \| 4 \| 11:43 \| 自陣48 \| レッドスキンズ \| 4 \| 52 \| 1:42 \| タッチダウン（ラン） \| 43 \| リギンズ（英語版） \| キック成功 \| 20 \| 17 \| \| 4 \| 10:01 \| 自陣22 \| ドルフィンズ \| 3 \| -1 \| 1:12 \| パント \| — \| — \| — \| — \| — \| \| 4 \| 8:49 \| 自陣41 \| レッドスキンズ \| 12 \| 41 \| 6:54 \| タッチダウン（パス） \| 6 \| サイズマン→Brown \| キック成功 \| 27 \| 17 \| \| 4 \| 1:55 \| 自陣35 \| ドルフィンズ \| 4 \| 4 \| 0:43 \| 第4ダウン失敗 \| — \| — \| — \| — \| — \| \| 4 \| 1:12 \| 敵陣39 \| レッドスキンズ \| 4 \| 9 \| 1:12 \| 試合終了 \| — \| — \| — \| — \| — \| \| P=プレー数、TOP=タイム・オブ・ポゼッション、PAT=ポイント・アフター・タッチダウン。 アメリカンフットボールの用語集 (en) も参照。 \| P=プレー数、TOP=タイム・オブ・ポゼッション、PAT=ポイント・アフター・タッチダウン。 アメリカンフットボールの用語集 (en) も参照。 \| P=プレー数、TOP=タイム・オブ・ポゼッション、PAT=ポイント・アフター・タッチダウン。 アメリカンフットボールの用語集 (en) も参照。 \| P=プレー数、TOP=タイム・オブ・ポゼッション、PAT=ポイント・アフター・タッチダウン。 アメリカンフットボールの用語集 (en) も参照。 \| P=プレー数、TOP=タイム・オブ・ポゼッション、PAT=ポイント・アフター・タッチダウン。 アメリカンフットボールの用語集 (en) も参照。 \| P=プレー数、TOP=タイム・オブ・ポゼッション、PAT=ポイント・アフター・タッチダウン。 アメリカンフットボールの用語集 (en) も参照。 \| P=プレー数、TOP=タイム・オブ・ポゼッション、PAT=ポイント・アフター・タッチダウン。 アメリカンフットボールの用語集 (en) も参照。 \| P=プレー数、TOP=タイム・オブ・ポゼッション、PAT=ポイント・アフター・タッチダウン。 アメリカンフットボールの用語集 (en) も参照。 \| P=プレー数、TOP=タイム・オブ・ポゼッション、PAT=ポイント・アフター・タッチダウン。 アメリカンフットボールの用語集 (en) も参照。 \| P=プレー数、TOP=タイム・オブ・ポゼッション、PAT=ポイント・アフター・タッチダウン。 アメリカンフットボールの用語集 (en) も参照。 \| P=プレー数、TOP=タイム・オブ・ポゼッション、PAT=ポイント・アフター・タッチダウン。 アメリカンフットボールの用語集 (en) も参照。 \| 17 \| 27 \| | | | | | | | | | | |              |                |
| 開始 | 開始 | 開始 | ボール保持 | ドライブ | ドライブ | TOP | 結果 | 得点内容 | 得点内容 | 得点内容 | 得点         | 得点           |
| Q | 時間 | 地点 | ボール保持 | P | yd | TOP | 結果 | yd | 得点者 | PAT | ドルフィンズ | レッドスキンズ |
| 1 | 15:00 | 自陣25 | ドルフィンズ | 3 | 9 | 1:51 | パント | — | — | — | —            | —              |
| 1 | 13:09 | 自陣29 | レッドスキンズ | 7 | 17 | 4:03 | パント | — | — | — | —            | —              |
| 1 | 9:06 | 自陣20 | ドルフィンズ | 2 | 4 | 0:55 | タッチダウン（パス） | 76 | ウッドリー→Cefalo | キック成功 | 0            | 7              |
| 1 | 8:11 | 自陣25 | レッドスキンズ | 3 | 6 | 2:11 | パント | — | — | — | —            | —              |
| 1 | 6:00 | 自陣38 | ドルフィンズ | 4 | 25 | 2:05 | ファンブルロスト | — | — | — | —            | —              |
| 1 | 3:55 | 敵陣46 | レッドスキンズ | 8 | 32 | 4:16 | フィールドゴール成功 | 31 | モーズリー | — | 3            | 7              |
| 2 | 14:39 | 自陣47 | ドルフィンズ | 13 | 50 | 8:39 | フィールドゴール成功 | 20 | von Schamann | — | 3            | 10             |
| 2 | 6:00 | 自陣20 | レッドスキンズ | 11 | 80 | 4:09 | タッチダウン（パス） | 4 | サイズマン→Garrett | キック成功 | 10           | 10             |
| 2 | 1:51 | | ドルフィンズ | | | 0:13 | キックオフリターンTD | 98 | Walker | キック成功 | 10           | 17             |
| 2 | 1:38 | 自陣7 | レッドスキンズ | 7 | 77 | 1:38 | 前半終了 | — | — | — | —            | —              |
| 前半終了 | | | | | | | | | | |              |                |
| 3 | 15:00 | 自陣33 | レッドスキンズ | 3 | -10 | 1:00 | パント | — | — | — | —            | —              |
| 3 | 14:00 | 自陣31 | ドルフィンズ | 6 | 14 | 2:43 | パント | — | — | — | —            | —              |
| 3 | 11:17 | 自陣36 | レッドスキンズ | 6 | 61 | 3:08 | フィールドゴール成功 | 20 | モーズリー | — | 13           | 17             |
| 3 | 8:09 | 自陣29 | ドルフィンズ | 3 | 0 | 1:05 | パント | — | — | — | —            | —              |
| 3 | 7:04 | 自陣48 | レッドスキンズ | 3 | 4 | 1:35 | パント | — | — | — | —            | —              |
| 3 | 5:29 | 自陣18 | ドルフィンズ | 3 | 6 | 1:34 | パント | — | — | — | —            | —              |
| 3 | 3:55 | 自陣38 | レッドスキンズ | 1 | | 0:06 | インターセプト | — | — | — | —            | —              |
| 3 | 3:49 | 敵陣47 | ドルフィンズ | 3 | 8 | 1:07 | インターセプト | — | — | — | —            | —              |
| 3 | 2:42 | 自陣5 | レッドスキンズ | 10 | 52 | 4:19 | インターセプト | — | — | — | —            | —              |
| 4 | 13:23 | 自陣1 | ドルフィンズ | 3 | 3 | 13:23 | パント | — | — | — | —            | —              |
| 4 | 11:43 | 自陣48 | レッドスキンズ | 4 | 52 | 1:42 | タッチダウン（ラン） | 43 | リギンズ | キック成功 | 20           | 17             |
| 4 | 10:01 | 自陣22 | ドルフィンズ | 3 | -1 | 1:12 | パント | — | — | — | —            | —              |
| 4 | 8:49 | 自陣41 | レッドスキンズ | 12 | 41 | 6:54 | タッチダウン（パス） | 6 | サイズマン→Brown | キック成功 | 27           | 17             |
| 4 | 1:55 | 自陣35 | ドルフィンズ | 4 | 4 | 0:43 | 第4ダウン失敗 | — | — | — | —            | —              |
| 4 | 1:12 | 敵陣39 | レッドスキンズ | 4 | 9 | 1:12 | 試合終了 | — | — | — | —            | —              |
| P=プレー数、TOP=タイム・オブ・ポゼッション、PAT=ポイント・アフター・タッチダウン。 アメリカンフットボールの用語集 (en) も参照。 | P=プレー数、TOP=タイム・オブ・ポゼッション、PAT=ポイント・アフター・タッチダウン。 アメリカンフットボールの用語集 (en) も参照。 | P=プレー数、TOP=タイム・オブ・ポゼッション、PAT=ポイント・アフター・タッチダウン。 アメリカンフットボールの用語集 (en) も参照。 | P=プレー数、TOP=タイム・オブ・ポゼッション、PAT=ポイント・アフター・タッチダウン。 アメリカンフットボールの用語集 (en) も参照。 | P=プレー数、TOP=タイム・オブ・ポゼッション、PAT=ポイント・アフター・タッチダウン。 アメリカンフットボールの用語集 (en) も参照。 | P=プレー数、TOP=タイム・オブ・ポゼッション、PAT=ポイント・アフター・タッチダウン。 アメリカンフットボールの用語集 (en) も参照。 | P=プレー数、TOP=タイム・オブ・ポゼッション、PAT=ポイント・アフター・タッチダウン。 アメリカンフットボールの用語集 (en) も参照。 | P=プレー数、TOP=タイム・オブ・ポゼッション、PAT=ポイント・アフター・タッチダウン。 アメリカンフットボールの用語集 (en) も参照。 | P=プレー数、TOP=タイム・オブ・ポゼッション、PAT=ポイント・アフター・タッチダウン。 アメリカンフットボールの用語集 (en) も参照。 | P=プレー数、TOP=タイム・オブ・ポゼッション、PAT=ポイント・アフター・タッチダウン。 アメリカンフットボールの用語集 (en) も参照。 | P=プレー数、TOP=タイム・オブ・ポゼッション、PAT=ポイント・アフター・タッチダウン。 アメリカンフットボールの用語集 (en) も参照。 | 17           | 27             |

ドルフィンズのデビッド・ウッドリーは当時スーパーボウル史上最年少で先発出場したQBとなった。第1Q開始早々、ウッドリーはジミー・セファーロに76ヤードのTDパスを決めて7-0と先制した。その後、マーク・モーズリーとウーヴェ・フォン・シャーマンが共にFGを成功させた。第2Q終盤にジョー・サイズマンからアルビン・ギャレットへの4ヤードのタッチダウンパスが決まったが、その直後のキックオフリターンでドルフィンズのフルトン・ウォーカーが98ヤードのキックオフリターンタッチダウンを決めて、前半は17-10とドルフィンズがリードしてハーフタイムを迎えた。過去16回のスーパーボウルでハーフタイムでリードされていたチームが逆転した試合はわずか3回であった。

第3Qに、モーズリーの20ヤードのFGでレッドスキンズは17-13と4点差に迫った。第4Q残り10分、第4ダウン残り1ヤードで、サイズマンがリギンズにボールをハンドオフ、ハーフバックのジョン・ウォンズリーとホグスの2人、ジョー・ジャコビー、ラス・グリムによって出来た左サイドの大きなホールに6フィート2インチ、240ポンドのリギンズが突進、リギンズの前に塞がったのは、5フィート11インチ、185ポンドと小柄なCBドン・マクニールだけであった。ディーゼルと呼ばれたリギンズはマクニールのタックルを寄せ付けず、43ヤードを走りタッチダウン、レッドスキンズが20-17と逆転した。43ヤードのタッチダウンランは、その時点でのスーパーボウル最長記録であった。その後レッドスキンズはチャーリー・ブラウンへの6ヤードのタッチダウンパスで追加点をあげて27-17で勝利した。
レッドスキンズがチャンピオンとなったのは、1942年以来のことであった。
サイズマンはパス23回中15回成功、143ヤードを獲得、2タッチダウンをあげた。チャーリー・ブラウンがチームトップの6回のレシーブで60ヤードを獲得した。リギンズはNFLトップの守備を誇るドルフィンズに対して、この試合で共にスーパーボウル記録となる38回のランで166ヤードを走るなど、スーパーボウルも含めてポストシーズン4試合で136回走り610ヤードを獲得した。プレーオフ4試合で全て100ヤード以上走ったのは、彼が初めてであった。パワーではなくクイックネスが持ち味のドルフィンズの守備陣はホグスに圧倒された。
デイブ・バッツ、ダリル・グラント、デクスター・マンリー、ニール・オルケウィック、マーク・マーフィーらレッドスキンズのディフェンスはドルフィンズのオフェンスを合計176ヤード、ファーストダウン9回と抑えた。ドルフィンズは後半11本のパスを1本も通せず、合計34ヤードに抑えられた。ウッドリーはジミー・セファーロに76ヤードのTDパスを決めたがその後10本連続でパスを失敗、交代出場したドン・ストロックも1本もパスを決めることができなかった。
試合終了後、ジョー・ギブスヘッドコーチはロッカールームでロナルド・レーガン大統領から祝福の電話を受けた。

## スターティングラインアップ
| マイアミ・ドルフィンズ                        | ポジション | ワシントン・レッドスキンズ               |
| --------------------------------------------- | ---------- | ---------------------------------------- |
| オフェンス                                    |            |                                          |
| ダリエル・ハリス Duriel Harris                | WR         | アルビン・ギャレット Alvin Garrett       |
| ジョン・ギースラー Jon Giesler                | LT         | ジョー・ジャコビー Joe Jacoby            |
| ボブ・キューヘンバーグ Bob Kuechenberg        | LG         | ラス・グリム Russ Grimm                  |
| ドワイト・スティーブンソン Dwight Stephenson  | C          | ジェフ・ボスティック Jeff Bostic         |
| ジェフ・トーズ Jeff Toews                     | RG         | フレッド・ディーン Fred Dean             |
| エリック・ラアクソ Eric Laakso                | RT         | キース・ファーンホースト Keith Fahnhorst |
| ブルース・ハーディ Bruce Hardy                | TE         | ドン・ウォーレン Don Warren              |
| ジミー・セファーロ Jimmy Cefalo               | WR         | チャーリー・ブラウン Charlie Brown       |
| デビッド・ウッドリー David Woodley            | QB         | ジョー・サイズマン Joe Theismann         |
| トニー・ネイサン Tony Nathan                  | RB         | ジョン・リギンズ John Riggins            |
| アンドラ・フランクリン Andra Franklin         | RB/TE      | リック・ウォーカー Rick Walker           |
| ディフェンス                                  |            |                                          |
| ダグ・ベターズ Doug Betters                   | LE         | マット・メンデンホール Mat Mendenhall    |
| ボブ・バウムハウワー Bob Baumhower            | NT/LDT     | デイブ・バッツ Dave Butz                 |
| キム・ボカンパー Kim Bokamper                 | RE/RDT     | ダリル・グラント Darryl Grant            |
| ボブ・ブラジンスキー Bob Brudzinski           | LOLB/RE    | デクスター・マンリー Dexter Manley       |
| A・J・デューイ A.J. Duhe                      | LILB/LOLB  | メル・カウフマン Mel Kaufman             |
| アーニー・ローン Earnie Rhone                 | RILB/MLB   | ニール・オルケウィック Neal Olkewicz     |
| ラリー・ゴードン Larry Gordon                 | ROLB       | リッチ・ミロット Rich Milot              |
| ジェラルド・スモール Gerald Small             | LCB        | ジェリス・ホワイト Jeris White           |
| ドン・マクニール Don McNeal                   | RCB        | バーノン・ディーン Vernon Dean           |
| グレン・ブラックウッド Glenn Blackwood        | SS         | トニー・ピーターズ Tony Peters           |
| ライル・ブラックウッド Lyle Blackwood         | FS         | マーク・マーフィー Mark Murphy           |
| スペシャルチーム                              |            |                                          |
| ウーヴェ・フォン・シャーマン Uwe von Schamann | K          | マーク・モーズリー Mark Moseley          |
| トム・オローズ Tom Orosz                      | P          | ジェフ・ヘイズ Jeff Hayes                |
| ヘッドコーチ                                  |            |                                          |
| ドン・シュラ Don Shula                        |            | ジョー・ギブス Joe Gibbs                 |

## トーナメント表
ストライキにより、試合数が大幅に減ったため、16チームによるトーナメントでプレイオフが行われた。
| |                                     |                                     |                                     |                              |                                  |                                  |                                  |                                  |                      |                      |                                  |                                  |                                  |  |  |                      |                      |                      |
| | 1回戦                               | 1回戦                               | 1回戦                               |                              |                                  | 2回戦                            | 2回戦                            | 2回戦                            |                      |                      |                                  |                                  |                                  |  |  |                      |                      |                      |
| | 1月9日 リバーフロント・スタジアム   | 1月9日 リバーフロント・スタジアム   | 1月9日 リバーフロント・スタジアム   |                              |                                  | 1月15日 LAメモリアル・コロシアム | 1月15日 LAメモリアル・コロシアム | 1月15日 LAメモリアル・コロシアム |                      |                      | 1月23日 マイアミ・オレンジボウル | 1月23日 マイアミ・オレンジボウル | 1月23日 マイアミ・オレンジボウル |  |  | 1月30日 ローズボウル | 1月30日 ローズボウル | 1月30日 ローズボウル |
| | 6                                   | ジェッツ                            | 44                                  |                              |                                  | 1月15日 LAメモリアル・コロシアム | 1月15日 LAメモリアル・コロシアム | 1月15日 LAメモリアル・コロシアム |                      |                      | 1月23日 マイアミ・オレンジボウル | 1月23日 マイアミ・オレンジボウル | 1月23日 マイアミ・オレンジボウル |  |  | 1月30日 ローズボウル | 1月30日 ローズボウル | 1月30日 ローズボウル |
| | 6                                   | ジェッツ                            | 44                                  |                              |                                  | 1月15日 LAメモリアル・コロシアム | 1月15日 LAメモリアル・コロシアム | 1月15日 LAメモリアル・コロシアム |                      |                      | 1月23日 マイアミ・オレンジボウル | 1月23日 マイアミ・オレンジボウル | 1月23日 マイアミ・オレンジボウル |  |  | 1月30日 ローズボウル | 1月30日 ローズボウル | 1月30日 ローズボウル |
| | 3                                   | ベンガルズ                          | 17                                  |                              |                                  | 1月15日 LAメモリアル・コロシアム | 1月15日 LAメモリアル・コロシアム | 1月15日 LAメモリアル・コロシアム |                      |                      | 1月23日 マイアミ・オレンジボウル | 1月23日 マイアミ・オレンジボウル | 1月23日 マイアミ・オレンジボウル |  |  | 1月30日 ローズボウル | 1月30日 ローズボウル | 1月30日 ローズボウル |
| | 3                                   | ベンガルズ                          | 17                                  |                              |                                  | 1月15日 LAメモリアル・コロシアム | 1月15日 LAメモリアル・コロシアム | 1月15日 LAメモリアル・コロシアム |                      |                      | 1月23日 マイアミ・オレンジボウル | 1月23日 マイアミ・オレンジボウル | 1月23日 マイアミ・オレンジボウル |  |  | 1月30日 ローズボウル | 1月30日 ローズボウル | 1月30日 ローズボウル |
| | 1月8日 LAメモリアル・コロシアム     | 1月8日 LAメモリアル・コロシアム     | 1月8日 LAメモリアル・コロシアム     | 6                            | ベンガルズ                       | 17                               |                                  |                                  |                      |                      | 1月23日 マイアミ・オレンジボウル | 1月23日 マイアミ・オレンジボウル | 1月23日 マイアミ・オレンジボウル |  |  | 1月30日 ローズボウル | 1月30日 ローズボウル | 1月30日 ローズボウル |
| | 1月8日 LAメモリアル・コロシアム     | 1月8日 LAメモリアル・コロシアム     | 1月8日 LAメモリアル・コロシアム     | 6                            | ベンガルズ                       | 17                               |                                  |                                  |                      |                      | 1月23日 マイアミ・オレンジボウル | 1月23日 マイアミ・オレンジボウル | 1月23日 マイアミ・オレンジボウル |  |  | 1月30日 ローズボウル | 1月30日 ローズボウル | 1月30日 ローズボウル |
| | 1月8日 LAメモリアル・コロシアム     | 1月8日 LAメモリアル・コロシアム     | 1月8日 LAメモリアル・コロシアム     |                              | 1                                | レイダース                       | 14                               |                                  |                      |                      | 1月23日 マイアミ・オレンジボウル | 1月23日 マイアミ・オレンジボウル | 1月23日 マイアミ・オレンジボウル |  |  | 1月30日 ローズボウル | 1月30日 ローズボウル | 1月30日 ローズボウル |
| | 1月8日 LAメモリアル・コロシアム     | 1月8日 LAメモリアル・コロシアム     | 1月8日 LAメモリアル・コロシアム     |                              | 1                                | レイダース                       | 14                               |                                  |                      |                      | 1月23日 マイアミ・オレンジボウル | 1月23日 マイアミ・オレンジボウル | 1月23日 マイアミ・オレンジボウル |  |  | 1月30日 ローズボウル | 1月30日 ローズボウル | 1月30日 ローズボウル |
| | 8                                   | ブラウンズ                          | 10                                  | AFC                          | AFC                              | AFC                              |                                  |                                  |                      |                      | 1月23日 マイアミ・オレンジボウル | 1月23日 マイアミ・オレンジボウル | 1月23日 マイアミ・オレンジボウル |  |  | 1月30日 ローズボウル | 1月30日 ローズボウル | 1月30日 ローズボウル |
| | 8                                   | ブラウンズ                          | 10                                  | AFC                          | AFC                              | AFC                              |                                  |                                  |                      |                      | 1月23日 マイアミ・オレンジボウル | 1月23日 マイアミ・オレンジボウル | 1月23日 マイアミ・オレンジボウル |  |  | 1月30日 ローズボウル | 1月30日 ローズボウル | 1月30日 ローズボウル |
| | 1                                   | レイダース                          | 27                                  |                              | 1月16日 マイアミ・オレンジボウル | 1月16日 マイアミ・オレンジボウル | 1月16日 マイアミ・オレンジボウル |                                  |                      |                      | 1月23日 マイアミ・オレンジボウル | 1月23日 マイアミ・オレンジボウル | 1月23日 マイアミ・オレンジボウル |  |  | 1月30日 ローズボウル | 1月30日 ローズボウル | 1月30日 ローズボウル |
| | 1                                   | レイダース                          | 27                                  |                              | 1月16日 マイアミ・オレンジボウル | 1月16日 マイアミ・オレンジボウル | 1月16日 マイアミ・オレンジボウル |                                  |                      |                      | 1月23日 マイアミ・オレンジボウル | 1月23日 マイアミ・オレンジボウル | 1月23日 マイアミ・オレンジボウル |  |  | 1月30日 ローズボウル | 1月30日 ローズボウル | 1月30日 ローズボウル |
| | 1月9日 スリー・リバース・スタジアム | 1月9日 スリー・リバース・スタジアム | 1月9日 スリー・リバース・スタジアム | 6                            | 1月16日 マイアミ・オレンジボウル | 1月16日 マイアミ・オレンジボウル | 1月16日 マイアミ・オレンジボウル | ジェッツ                         | 0                    |                      |                                  |                                  |                                  |  |  | 1月30日 ローズボウル | 1月30日 ローズボウル | 1月30日 ローズボウル |
| | 1月9日 スリー・リバース・スタジアム | 1月9日 スリー・リバース・スタジアム | 1月9日 スリー・リバース・スタジアム | 6                            | 1月16日 マイアミ・オレンジボウル | 1月16日 マイアミ・オレンジボウル | 1月16日 マイアミ・オレンジボウル | ジェッツ                         | 0                    |                      |                                  |                                  |                                  |  |  | 1月30日 ローズボウル | 1月30日 ローズボウル | 1月30日 ローズボウル |
| | 1月9日 スリー・リバース・スタジアム | 1月9日 スリー・リバース・スタジアム | 1月9日 スリー・リバース・スタジアム |                              | 1月16日 マイアミ・オレンジボウル | 1月16日 マイアミ・オレンジボウル | 1月16日 マイアミ・オレンジボウル | 2                                | ドルフィンズ         | 14                   |                                  |                                  |                                  |  |  | 1月30日 ローズボウル | 1月30日 ローズボウル | 1月30日 ローズボウル |
| | 1月9日 スリー・リバース・スタジアム | 1月9日 スリー・リバース・スタジアム | 1月9日 スリー・リバース・スタジアム |                              | 1月16日 マイアミ・オレンジボウル | 1月16日 マイアミ・オレンジボウル | 1月16日 マイアミ・オレンジボウル | 2                                | ドルフィンズ         | 14                   |                                  |                                  |                                  |  |  | 1月30日 ローズボウル | 1月30日 ローズボウル | 1月30日 ローズボウル |
| | 5                                   | チャージャーズ                      | 31                                  | AFCチャンピオンシップ        | AFCチャンピオンシップ            | AFCチャンピオンシップ            | 1月16日 マイアミ・オレンジボウル |                                  |                      |                      |                                  |                                  |                                  |  |  | 1月30日 ローズボウル | 1月30日 ローズボウル | 1月30日 ローズボウル |
| | 5                                   | チャージャーズ                      | 31                                  | AFCチャンピオンシップ        | AFCチャンピオンシップ            | AFCチャンピオンシップ            | 1月16日 マイアミ・オレンジボウル |                                  |                      |                      |                                  |                                  |                                  |  |  | 1月30日 ローズボウル | 1月30日 ローズボウル | 1月30日 ローズボウル |
| | 4                                   | スティーラーズ                      | 28                                  |                              | 1月22日 RFKスタジアム            | 1月22日 RFKスタジアム            | 1月22日 RFKスタジアム            |                                  |                      |                      |                                  |                                  |                                  |  |  | 1月30日 ローズボウル | 1月30日 ローズボウル | 1月30日 ローズボウル |
| | 4                                   | スティーラーズ                      | 28                                  |                              | 1月22日 RFKスタジアム            | 1月22日 RFKスタジアム            | 1月22日 RFKスタジアム            |                                  |                      |                      |                                  |                                  |                                  |  |  | 1月30日 ローズボウル | 1月30日 ローズボウル | 1月30日 ローズボウル |
| | 1月8日 マイアミ・オレンジボウル     | 1月8日 マイアミ・オレンジボウル     | 1月8日 マイアミ・オレンジボウル     | 5                            | 1月22日 RFKスタジアム            | 1月22日 RFKスタジアム            | 1月22日 RFKスタジアム            | チャージャーズ                   | 13                   |                      |                                  |                                  |                                  |  |  | 1月30日 ローズボウル | 1月30日 ローズボウル | 1月30日 ローズボウル |
| | 1月8日 マイアミ・オレンジボウル     | 1月8日 マイアミ・オレンジボウル     | 1月8日 マイアミ・オレンジボウル     | 5                            | 1月22日 RFKスタジアム            | 1月22日 RFKスタジアム            | 1月22日 RFKスタジアム            | チャージャーズ                   | 13                   |                      |                                  |                                  |                                  |  |  | 1月30日 ローズボウル | 1月30日 ローズボウル | 1月30日 ローズボウル |
| | 1月8日 マイアミ・オレンジボウル     | 1月8日 マイアミ・オレンジボウル     | 1月8日 マイアミ・オレンジボウル     |                              | 1月22日 RFKスタジアム            | 1月22日 RFKスタジアム            | 1月22日 RFKスタジアム            | 2                                | ドルフィンズ         | 34                   |                                  |                                  |                                  |  |  | 1月30日 ローズボウル | 1月30日 ローズボウル | 1月30日 ローズボウル |
| | 1月8日 マイアミ・オレンジボウル     | 1月8日 マイアミ・オレンジボウル     | 1月8日 マイアミ・オレンジボウル     |                              | 1月22日 RFKスタジアム            | 1月22日 RFKスタジアム            | 1月22日 RFKスタジアム            | 2                                | ドルフィンズ         | 34                   |                                  |                                  |                                  |  |  | 1月30日 ローズボウル | 1月30日 ローズボウル | 1月30日 ローズボウル |
| | 7                                   | ペイトリオッツ                      | 13                                  | 1月16日 テキサス・スタジアム | 1月16日 テキサス・スタジアム     | 1月16日 テキサス・スタジアム     | 1月22日 RFKスタジアム            |                                  |                      |                      |                                  |                                  |                                  |  |  | 1月30日 ローズボウル | 1月30日 ローズボウル | 1月30日 ローズボウル |
| | 7                                   | ペイトリオッツ                      | 13                                  | 1月16日 テキサス・スタジアム | 1月16日 テキサス・スタジアム     | 1月16日 テキサス・スタジアム     | 1月22日 RFKスタジアム            |                                  |                      |                      |                                  |                                  |                                  |  |  | 1月30日 ローズボウル | 1月30日 ローズボウル | 1月30日 ローズボウル |
| | 2                                   | ドルフィンズ                        | 28                                  | 1月16日 テキサス・スタジアム | 1月16日 テキサス・スタジアム     | 1月16日 テキサス・スタジアム     | 1月22日 RFKスタジアム            |                                  |                      |                      |                                  |                                  |                                  |  |  | 1月30日 ローズボウル | 1月30日 ローズボウル | 1月30日 ローズボウル |
| | 2                                   | ドルフィンズ                        | 28                                  | 1月16日 テキサス・スタジアム | 1月16日 テキサス・スタジアム     | 1月16日 テキサス・スタジアム     | 1月22日 RFKスタジアム            |                                  |                      |                      |                                  |                                  |                                  |  |  | 1月30日 ローズボウル | 1月30日 ローズボウル | 1月30日 ローズボウル |
| | 1月8日 ランボー・フィールド         | 1月8日 ランボー・フィールド         | 1月8日 ランボー・フィールド         | 1月16日 テキサス・スタジアム | 1月16日 テキサス・スタジアム     | 1月16日 テキサス・スタジアム     | 1月22日 RFKスタジアム            | A2                               | ドルフィンズ         | 17                   |                                  |                                  |                                  |  |  |                      |                      |                      |
| | 1月8日 ランボー・フィールド         | 1月8日 ランボー・フィールド         | 1月8日 ランボー・フィールド         | 1月16日 テキサス・スタジアム | 1月16日 テキサス・スタジアム     | 1月16日 テキサス・スタジアム     | 1月22日 RFKスタジアム            | A2                               | ドルフィンズ         | 17                   |                                  |                                  |                                  |  |  |                      |                      |                      |
| | 1月8日 ランボー・フィールド         | 1月8日 ランボー・フィールド         | 1月8日 ランボー・フィールド         | 1月16日 テキサス・スタジアム | 1月16日 テキサス・スタジアム     | 1月16日 テキサス・スタジアム     | 1月22日 RFKスタジアム            |                                  | N1                   | レッドスキンズ       | 27                               |                                  |                                  |  |  |                      |                      |                      |
| | 1月8日 ランボー・フィールド         | 1月8日 ランボー・フィールド         | 1月8日 ランボー・フィールド         | 1月16日 テキサス・スタジアム | 1月16日 テキサス・スタジアム     | 1月16日 テキサス・スタジアム     | 1月22日 RFKスタジアム            |                                  | N1                   | レッドスキンズ       | 27                               |                                  |                                  |  |  |                      |                      |                      |
| | 6                                   | カージナルス                        | 16                                  | 1月16日 テキサス・スタジアム | 1月16日 テキサス・スタジアム     | 1月16日 テキサス・スタジアム     | 1月22日 RFKスタジアム            | 第17回スーパーボウル             | 第17回スーパーボウル | 第17回スーパーボウル |                                  |                                  |                                  |  |  |                      |                      |                      |
| | 6                                   | カージナルス                        | 16                                  | 1月16日 テキサス・スタジアム | 1月16日 テキサス・スタジアム     | 1月16日 テキサス・スタジアム     | 1月22日 RFKスタジアム            | 第17回スーパーボウル             | 第17回スーパーボウル | 第17回スーパーボウル |                                  |                                  |                                  |  |  |                      |                      |                      |
| | 3                                   | パッカーズ                          | 41                                  | 1月16日 テキサス・スタジアム | 1月16日 テキサス・スタジアム     | 1月16日 テキサス・スタジアム     | 1月22日 RFKスタジアム            | 第17回スーパーボウル             | 第17回スーパーボウル | 第17回スーパーボウル |                                  |                                  |                                  |  |  |                      |                      |                      |
| | 3                                   | パッカーズ                          | 41                                  | 1月16日 テキサス・スタジアム | 1月16日 テキサス・スタジアム     | 1月16日 テキサス・スタジアム     | 1月22日 RFKスタジアム            | 第17回スーパーボウル             | 第17回スーパーボウル | 第17回スーパーボウル |                                  |                                  |                                  |  |  |                      |                      |                      |
| | 1月9日 テキサス・スタジアム         | 1月9日 テキサス・スタジアム         | 1月9日 テキサス・スタジアム         | 3                            | パッカーズ                       | 26                               | 1月22日 RFKスタジアム            |                                  |                      |                      |                                  |                                  |                                  |  |  |                      |                      |                      |
| | 1月9日 テキサス・スタジアム         | 1月9日 テキサス・スタジアム         | 1月9日 テキサス・スタジアム         | 3                            | パッカーズ                       | 26                               | 1月22日 RFKスタジアム            |                                  |                      |                      |                                  |                                  |                                  |  |  |                      |                      |                      |
| | 1月9日 テキサス・スタジアム         | 1月9日 テキサス・スタジアム         | 1月9日 テキサス・スタジアム         |                              | 2                                | カウボーイズ                     | 1月22日 RFKスタジアム            | 37                               |                      |                      |                                  |                                  |                                  |  |  |                      |                      |                      |
| | 1月9日 テキサス・スタジアム         | 1月9日 テキサス・スタジアム         | 1月9日 テキサス・スタジアム         |                              | 2                                | カウボーイズ                     | 1月22日 RFKスタジアム            | 37                               |                      |                      |                                  |                                  |                                  |  |  |                      |                      |                      |
| | 7                                   | バッカニアーズ                      | 17                                  | NFC                          | NFC                              | NFC                              | 1月22日 RFKスタジアム            |                                  |                      |                      |                                  |                                  |                                  |  |  |                      |                      |                      |
| | 7                                   | バッカニアーズ                      | 17                                  | NFC                          | NFC                              | NFC                              | 1月22日 RFKスタジアム            |                                  |                      |                      |                                  |                                  |                                  |  |  |                      |                      |                      |
| | 2                                   | カウボーイズ                        | 30                                  |                              | 1月15日 RFKスタジアム            | 1月15日 RFKスタジアム            | 1月15日 RFKスタジアム            |                                  |                      |                      |                                  |                                  |                                  |  |  |                      |                      |                      |
| | 2                                   | カウボーイズ                        | 30                                  |                              | 1月15日 RFKスタジアム            | 1月15日 RFKスタジアム            | 1月15日 RFKスタジアム            |                                  |                      |                      |                                  |                                  |                                  |  |  |                      |                      |                      |
| | 1月9日 メトロドーム                 | 1月9日 メトロドーム                 | 1月9日 メトロドーム                 | 2                            | 1月15日 RFKスタジアム            | 1月15日 RFKスタジアム            | 1月15日 RFKスタジアム            | カウボーイズ                     | 17                   |                      |                                  |                                  |                                  |  |  |                      |                      |                      |
| | 1月9日 メトロドーム                 | 1月9日 メトロドーム                 | 1月9日 メトロドーム                 | 2                            | 1月15日 RFKスタジアム            | 1月15日 RFKスタジアム            | 1月15日 RFKスタジアム            | カウボーイズ                     | 17                   |                      |                                  |                                  |                                  |  |  |                      |                      |                      |
| | 1月9日 メトロドーム                 | 1月9日 メトロドーム                 | 1月9日 メトロドーム                 |                              | 1月15日 RFKスタジアム            | 1月15日 RFKスタジアム            | 1月15日 RFKスタジアム            | 1                                | レッドスキンズ       | 31                   |                                  |                                  |                                  |  |  |                      |                      |                      |
| | 1月9日 メトロドーム                 | 1月9日 メトロドーム                 | 1月9日 メトロドーム                 |                              | 1月15日 RFKスタジアム            | 1月15日 RFKスタジアム            | 1月15日 RFKスタジアム            | 1                                | レッドスキンズ       | 31                   |                                  |                                  |                                  |  |  |                      |                      |                      |
| | 5                                   | ファルコンズ                        | 24                                  | NFCチャンピオンシップ        | NFCチャンピオンシップ            | NFCチャンピオンシップ            | 1月15日 RFKスタジアム            |                                  |                      |                      |                                  |                                  |                                  |  |  |                      |                      |                      |
| | 5                                   | ファルコンズ                        | 24                                  | NFCチャンピオンシップ        | NFCチャンピオンシップ            | NFCチャンピオンシップ            | 1月15日 RFKスタジアム            |                                  |                      |                      |                                  |                                  |                                  |  |  |                      |                      |                      |
| | 4                                   | バイキングス                        | 30                                  |                              |                                  |                                  | 1月15日 RFKスタジアム            |                                  |                      |                      |                                  |                                  |                                  |  |  |                      |                      |                      |
| | 4                                   | バイキングス                        | 30                                  |                              |                                  |                                  | 1月15日 RFKスタジアム            |                                  |                      |                      |                                  |                                  |                                  |  |  |                      |                      |                      |
| | 1月8日 RFKスタジアム                | 1月8日 RFKスタジアム                | 1月8日 RFKスタジアム                | 4                            | バイキングス                     | 7                                |                                  |                                  |                      |                      |                                  |                                  |                                  |  |  |                      |                      |                      |
| | 1月8日 RFKスタジアム                | 1月8日 RFKスタジアム                | 1月8日 RFKスタジアム                | 4                            | バイキングス                     | 7                                |                                  |                                  |                      |                      |                                  |                                  |                                  |  |  |                      |                      |                      |
| | 1月8日 RFKスタジアム                | 1月8日 RFKスタジアム                | 1月8日 RFKスタジアム                |                              | 1                                | レッドスキンズ                   | 21                               |                                  |                      |                      |                                  |                                  |                                  |  |  |                      |                      |                      |
| | 1月8日 RFKスタジアム                | 1月8日 RFKスタジアム                | 1月8日 RFKスタジアム                |                              | 1                                | レッドスキンズ                   | 21                               |                                  |                      |                      |                                  |                                  |                                  |  |  |                      |                      |                      |
| | 8                                   | ライオンズ                          | 7                                   |                              |                                  |                                  |                                  |                                  |                      |                      |                                  |                                  |                                  |  |  |                      |                      |                      |
| | 8                                   | ライオンズ                          | 7                                   |                              |                                  |                                  |                                  |                                  |                      |                      |                                  |                                  |                                  |  |  |                      |                      |                      |
| | 1                                   | レッドスキンズ                      | 31                                  |                              |                                  |                                  |                                  |                                  |                      |                      |                                  |                                  |                                  |  |  |                      |                      |                      |
| | 1                                   | レッドスキンズ                      | 31                                  |                              |                                  |                                  |                                  |                                  |                      |                      |                                  |                                  |                                  |  |  |                      |                      |                      |
| - スーパーボウル開催地は事前にオーナー会議で決定。 - チーム名の左の数字は、1982年レギュラーシーズンの結果に基づいて決定されたシード順。 - * は延長戦決着 - 日付はアメリカ東部時間 |                                     |                                     |                                     |                              |                                  |                                  |                                  |                                  |                      |                      |                                  |                                  |                                  |  |  |                      |                      |                      |